# Ivo Fradelić

Ivo Fradelić je bio hrvatski nogometaš i trener. U razdoblju između dva svjetska rata, 20-ih godina 20 stoljeća igrao je za momčad tadašnjeg Juga, preteču današnjeg "Splita". Godine 1937. trenirao je momčad "Splita".